# Pano Zodia
Pano Zodia es una localidad de Chipre situada a 5 km de la ciudad de Morphou.

## Datos Básicos
Pano Zodeia es un pueblo inmediatamente al lado de Kato Zodia, a cinco kilómetros al sureste de la ciudad de Morphou / Güzelyurt y en medio de la llanura Morphou.
Aparentemente Zodeia significa "fantasma" o "bruja" en griego. Los turcochipriotas cambiaron el nombre a Yukarı (superior) Bostancı en 1975. Bostancı significa "jardinero".
Zodeia también alberga uno de los cruces de la RTNC hacia el territorio controlado por los grecochipriotas, a través de la buffer zone.
A partir del censo otomano de 1831 hasta 1974, los griegos constituían los únicos habitantes de la aldea. A lo largo del período de colonización británica, la población grecochipriota de la aldea aumentó significativamente, pasando de 423 en 1891 a 1.345 en 1960.
En agosto de 1974, todos los grecochipriotas de la aldea huyeron del ejército turco que avanzaba. La localidad fue ocupada luego del cese del fuego del 16 de agosto de 1974.
Muchas de las familias desplazadas de Zodeia fueron reasentados en Kato Polemidia y Pano Polemidia. El número de grecochipriotas desplazados de Pano Zodeia fue de aproximadamente 1.650.

## Población actual
Actualmente el pueblo está habitado principalmente por turcochipriotas desplazados de Agios Ioannis del distrito de Paphos. También hay familias procedentes de otros pueblos: Episkopi, Asomatos, Malia, Silikou y Kantou del distrito de Limassol; y Kidasi, Tera, Vretsia, Agios Georgios y Gialia / Yayla del distrito de Paphos. También hay algunas familias procedentes de Turquía que se establecieron en el pueblo en 1976/77.
Durante las temporadas de recogida de la cosecha de naranjas, el pueblo alberga muchos trabajadores agrícolas de temporada procedentes de Turquía. Por lo general se alojan en tiendas de campaña o alojamiento prefabricadas que se erigen especialmente para ellos, las cuales generalmente se encuentra en los huertos de naranjos en los que trabajan.